# دهستان یاروا
دهستان یاروا (به لاتین: Järva Parish) یک دهستان در استونی است که در شهرستان یاروا واقع شده‌است. دهستان یاروا ۱٬۲۲۳ کیلومتر مربع مساحت و ۸٬۹۸۴ نفر جمعیت دارد.